# Dipelta floribunda
Dipelta floribunda auch Vielblütiges oder Reichblütiger Doppelschild, ist eine Pflanzenart in der Familie der Geißblattgewächse aus dem zentralen bis östlichen und südlichen China.

## Beschreibung
Dipelta floribunda wächst als laubabwerfender Strauch oder Baum bis zu 6 Meter hoch. Die glatte, braune Borke ist abblätternd.
Die einfachen und kurz gestielten Laubblätter sind gegenständig. Der Blattstiel ist bis 1,4 Zentimeter lang. Die eiförmigen, seltener verkehrt-eiförmigen Blätter sind meist ganzrandig, manchmal entfernt gezähnt, spitz bis zugespitzt oder geschwänzt und bis 11 Zentimeter lang. Sie sind bewimpert, unterseits heller, vor allem auf den Adern leicht behaart und oberseits fast kahl sowie matt dunkelgrün. Die Nebenblätter fehlen.
Es werden end- oder achselständige und wenigblütige Trauben gebildet oder die Blüten erscheinen einzeln. Die duftenden und gestielten Blüten sind weiß bis leicht rosa. Die schlanken Blütenstiele sind behaart. Die fünfzähligen Blüten sind zwittrig mit doppelter Blütenhülle. Es sind jeweils 4 ungleiche Deckblätter (Außenkelch) vorhanden, das äußere, schildförmige Paar ist größer und verdeckt später den Kelch und Blütenbecher, die inneren sind ungleich und kleiner. Die Blüten erscheinen nach den Blättern. Der drüsig behaarte Kelch, am behaarten Blütenbecher, ist grün-rötlich, kurz verwachsen mit spreizenden, pfriemlichen, bis 7 Millimeter langen Zipfeln. Die zweilippige, bis 3,5 Zentimeter lange Krone ist trichterförmig mit kurzen Lappen, die Kronröhre ist im unteren Teil schlank, dünn und oberseits geweitet. Innen an der Basis, in einer kleinen Aussackung, sind Nektarhaare vorhanden. Im teils bärtigen Schlund und innen an der größeren, dreilappigen Unterlippe sind fleckige, orange Saftmale vorhanden. Es sind 4 didynamische, eingeschlossene Staubblätter in der Kronröhre vorhanden. Der vierkammerige Fruchtknoten ist unterständig, zwei Kammern besitzen nur eine fertile Samenanlage, die anderen viele sterile. Der schlanke, fast kahle Griffel ist knapp vorstehend mit kopfiger Narbe.
Es werden kleine, bis 5 Millimeter lange, eiförmige und zweisamige, behaarte Flügelfrüchte (Pseudosamara, Achäne) mit dem beständigen Kelch an der Spitze gebildet. Sie sind von 3 vergrößerten, flügeligen, papierigen Deckblättern eingehüllt, 2 seitliche sind größer, geadert und bis etwa 2 Zentimeter lang, eines ist kleiner (Scheinfrucht).

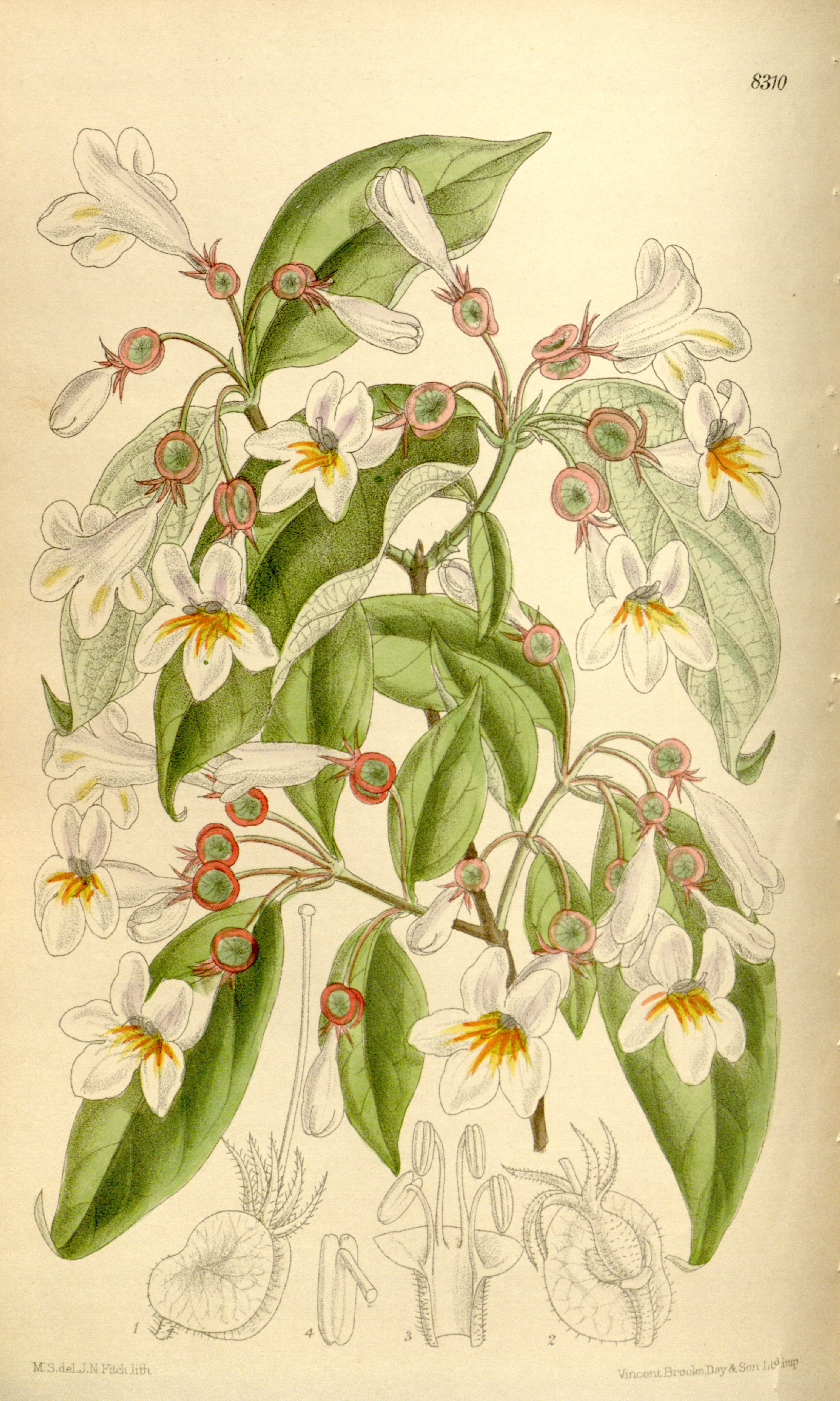
Illustration
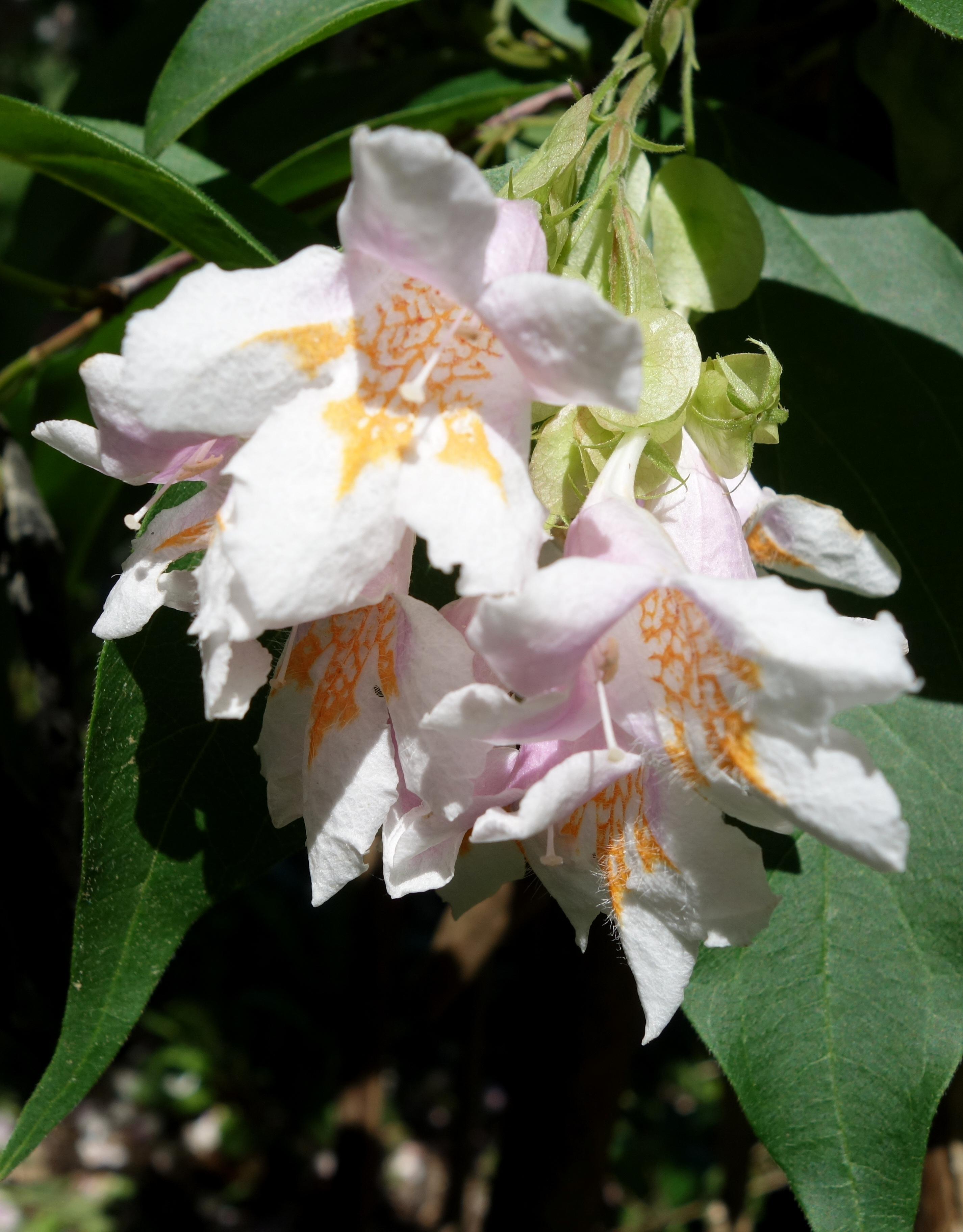
Blüten
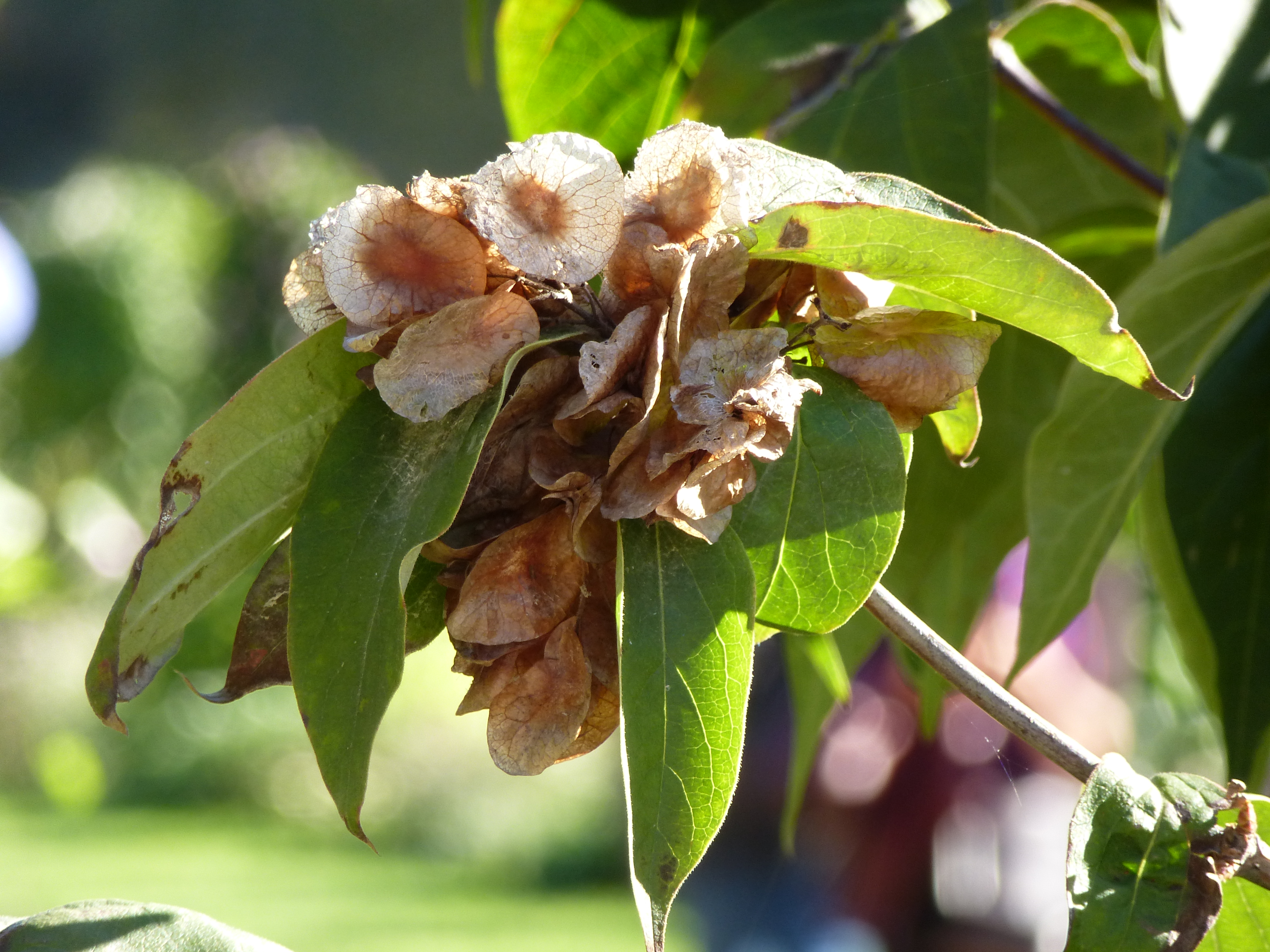
Fruchtstand